# Veenklooster

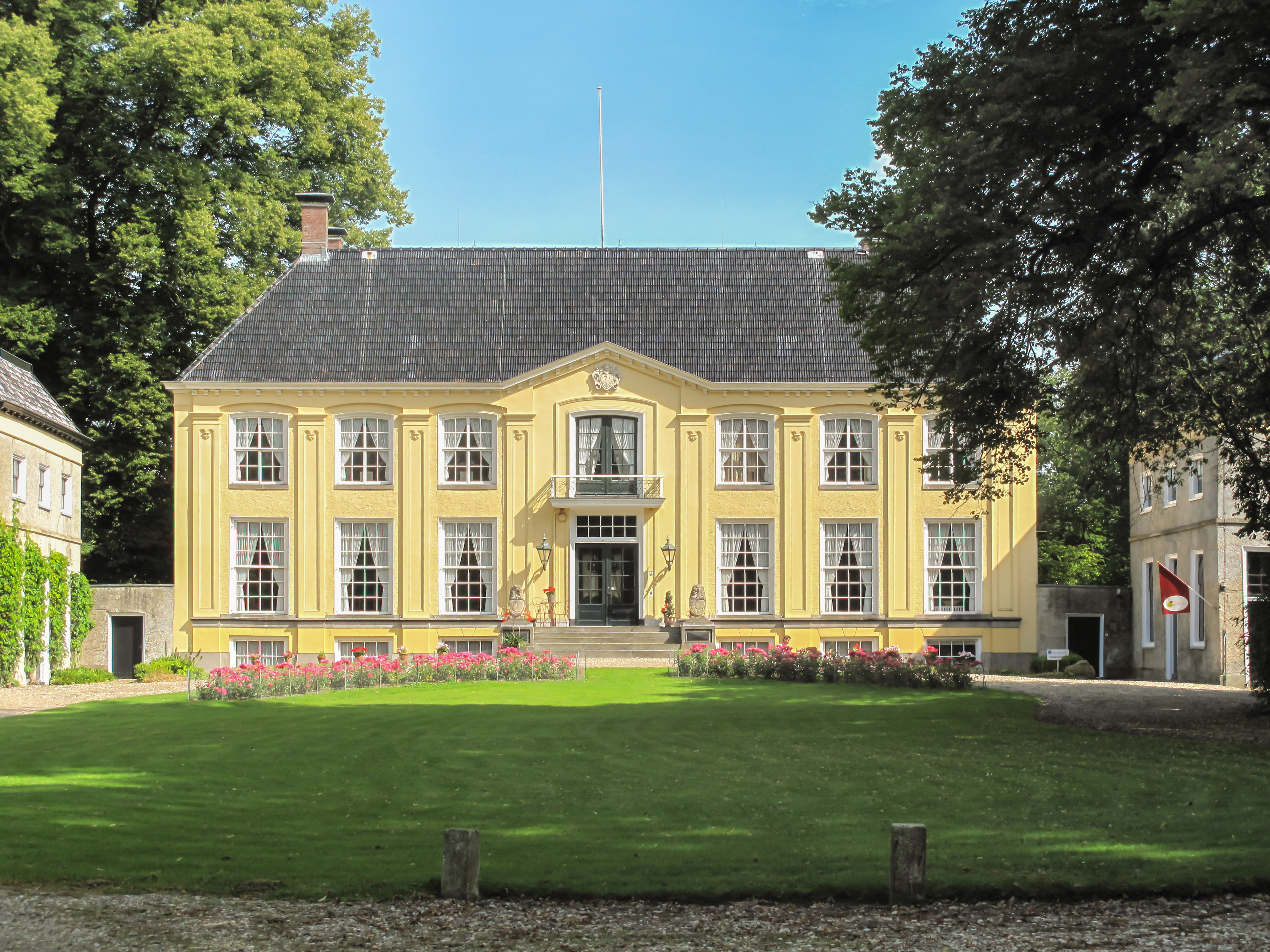
La villa Fogelsanghstate

Veenklooster (en frison : Feankleaster) est un village de la commune néerlandaise de Noardeast-Fryslân, situé dans la province de Frise.

## Géographie
Le village est situé près de Kollum et à 10 km au sud-est de Dokkum

## Histoire
Veenklooster fait partie de la commune de Kollumerland en Nieuwkruisland avant le 1er janvier 2019, où celle-ci est supprimée et fusionnée avec Dongeradeel et Ferwerderadiel pour former la nouvelle commune de Noardeast-Fryslân.

## Démographie
Le 1er janvier 2018, le village comptait 95 habitants.

## Sites et monuments
- Fogelsanghstate est un grand manoir du XVIIe siècle, remanié au XIXe siècle, abritant un musée de jouets, une remise de véhicules anciens et un parc de promenade créé par l’architecte L.P. Roodbaard.
- It Lytse Slo, hôtel particulier de 1870, abrite une galerie d'art et un salon de thé.
- Le musée agricole De Brink.
- De Kuiperij est une galerie et un espace d’exposition.